# Swiss Code of Best Practice
Der Swiss Code of Best Practice (kurz Swiss Code) ist eine Empfehlung aus dem Jahre 2002 des Wirtschafts-Dachverbandes der Schweiz bezüglich Corporate Governance, Economiesuisse, an alle Aktiengesellschaften, die an der Swiss Exchange notiert sind. 2008 erschien eine Neuauflage des Swiss Code, wobei insbesondere ein Anhang mit Empfehlungen zu Entschädigungssystemen für Verwaltungsrat und Geschäftsleitung hinzugefügt wurde.
Da der Swiss Code im Gegensatz zu den Richtlinien zur Zulassung an die Swiss Exchange nicht auf einem entsprechenden Gesetz fusst, können die enthaltenen Empfehlungen nicht durch gesetzliche Sanktionen durchgesetzt werden. Da diese aber über Basel II auf die Kreditwürdigkeit eines Unternehmens Einfluss haben, erfolgt eine „Regulierung durch den Markt“ – den Kreditmarkt.

## Inhalt
Der „Swiss Code“ gibt Vorgaben vor allem zu folgenden Bereichen zu Verwaltungsrat und Geschäftsleitung:
- Aufgaben des Verwaltungsrates
- Zusammensetzung
- Arbeitsweise und Vorsitz des Verwaltungsrates
- Umgang mit Interessenkonflikten und Wissensvorsprüngen
- Präsident von Verwaltungsrat und Geschäftsleitung: Personalunionen und Doppelspitze
- Internes Kontrollsystem
- Ausschüsse des Verwaltungsrates
- Besondere Verhältnisse

Einzelne dieser Punkte werden im Folgenden näher erläutert.

### Aufgaben des Verwaltungsrates
Dem Verwaltungsrat obliegen gemäss Artikel 716a des Obligationenrechts unübertragbare Aufgaben.
- Oberleitung der Gesellschaft
Festlegung der Unternehmensstrategie und Anordnung der zur Umsetzung notwendigen Massnahmen
- Festlegung der Organisation
Wird die Geschäftsleitung ganz oder teilweise delegiert, empfiehlt der Swiss Code, dass die Mehrheit der VR-Mitglieder nicht in der Geschäftsleitung vertreten sein sollten.
- Finanzplanung und -Kontrolle
Permanente Nachführung eines genügend vorausschauenden Liquiditätsplanes.

### Personalunionen und Doppelspitze
2005 haben einige Generalversammlungen zu reden gegeben, bei denen einzelne Personen ein Doppelmandat eingenommen haben. Am auffälligsten war hierbei die GV von Nestlé, als Peter Brabeck sowohl Präsident des VR als auch CEO werden sollte. Insbesondere die Anlagestiftung Ethos empfahl, die Wahl abzulehnen.
Der Swiss Code empfiehlt, dass die Mehrheit des Verwaltungsräte nicht der Geschäftsleitung angehören soll. Da dem Verwaltungsrat nach Art 716a Abs. 1 des Obligationenrechts auch die Oberaufsicht über die Geschäftsführung obliegt, würde andernfalls nur eine Selbstkontrolle erfolgen.
Bei Personalunion von Verwaltungsrats-Präsident und Geschäftsleitungsvorsitzendem (Chief Executive Officer - CEO) sollten adäquate Kontrollmechanismen aufgebaut werden.

### Ausschüsse des Verwaltungsrates
Einzelne Aufgaben des Verwaltungsrates können von diesem in Ausschüsse delegiert werden. Dabei haben sich folgende Komitees etabliert:
- Prüfungsausschuss (Audit Committee) - die interne Revision
- Nominierungsausschuss (Nomination Committee) - führt Voruntersuchungen zur personellen Zusammensetzung des VR durch. Die Nomination eines neuen Kandidaten an der Generalversammlung muss jedoch durch den Gesamt-Verwaltungsrat erfolgen.
- Entschädigungsausschuss (Compensation Committee) - Entwickelt Grundsätze für die Entschädigung (Vergütung) der Mitglieder des Verwaltungsrates und der Geschäftsleitung.

Rechtlich sind jedoch alle Mitglieder des Verwaltungsrates verantwortlich.